# Edwin Meredith

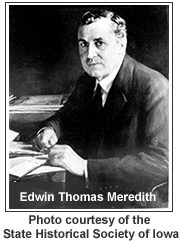

Edwin Thomas Meredith (* 23. Dezember 1876 in Avoca, Pottawattamie County, Iowa; † 17. Juni 1928) war ein US-amerikanischer Geschäftsmann und Politiker, der dem Kabinett von Präsident Woodrow Wilson als Landwirtschaftsminister angehörte.
Edwin Meredith erhielt seine Ausbildung auf dem Highland Park College in Des Moines. Später wurde er in der Zeitungsbranche tätig und übernahm 1894 den Posten des General Manager bei der Farmer's Tribune. Diese Wochenzeitung, die sich den Interessen der Landwirte widmete, wurde von seinem Großvater geleitet; sie stellte auch ein Organ der Populist Party dar. 1896 übernahm er dann selbst die Leitung der Publikation, die er bis 1902 innehatte; in diesem Jahr gründete er mit der Meredith Corporation seine eigene Firma und gab mit Successful Farming eine neue Zeitung heraus, die 1908 schon eine Zahl von 100.000 Lesern erreichte. Er fungierte später dann auch als Präsident des Interessenverbandes von Herausgebern landwirtschaftlicher Zeitungen.
Nachdem er zunächst der Populist Party angehört hatte, wurde er nach deren Niedergang bei den Demokraten politisch aktiv. 1914 bewarb er sich um einen Sitz im US-Senat, blieb dabei aber ebenso erfolglos wie im Jahr 1916 bei der Wahl zum Gouverneur von Iowa. Ab 1915 gehörte er dafür der US-Handelskammer an.
Im Jahr 1918 wurde er von Präsident Wilson in ein beratendes Komitee des Finanzministeriums berufen. Als Landwirtschaftsminister David F. Houston am 2. Februar 1920 innerhalb des Kabinetts ins Finanzministerium wechselte, trat Meredith seine Nachfolge an. Im selben Jahr bewarb er sich um die Nominierung als Präsidentschaftskandidat der Demokratischen Partei, hatte dabei aber genauso wenig eine Chance wie bei einem erneuten Versuch vier Jahre später.
Meredith kehrte nach seiner Zeit im Kabinett, die am 4. März 1921 endete, ins Verlagsgeschäft zurück. Er kaufte die Zeitung Dairy Farmer und gab als Neuerscheinung Fruit, Garden, and Home heraus, die später zu Better Homes and Gardens wurde, einer der über viele Jahre erfolgreichsten Publikumszeitschriften in den Vereinigten Staaten. Edwin Meredith verstarb 1928.